# 沙鲁 (维埃纳省)
沙鲁（法語：Charroux，法語發音：[ʃaʁu]）是法国新阿基坦大区维埃纳省的一个市镇，位于该省南部，属于蒙莫里永区。

## 地理
沙鲁（46°8'40"N, 0°24'13"E）面积44.29 平方千米，位于法国新阿基坦大区维埃纳省，该省份为法国中西部省份，北起曼恩-卢瓦尔省和安德尔-卢瓦尔省，西接德塞夫勒省，南至夏朗德省，东南接上维埃纳省，东临安德尔省。
与沙鲁接壤的市镇（或旧市镇、城区）包括：普勒维尔、阿努瓦、拉沙佩勒巴通、热努耶、莫普雷瓦尔、派鲁、萨维涅。

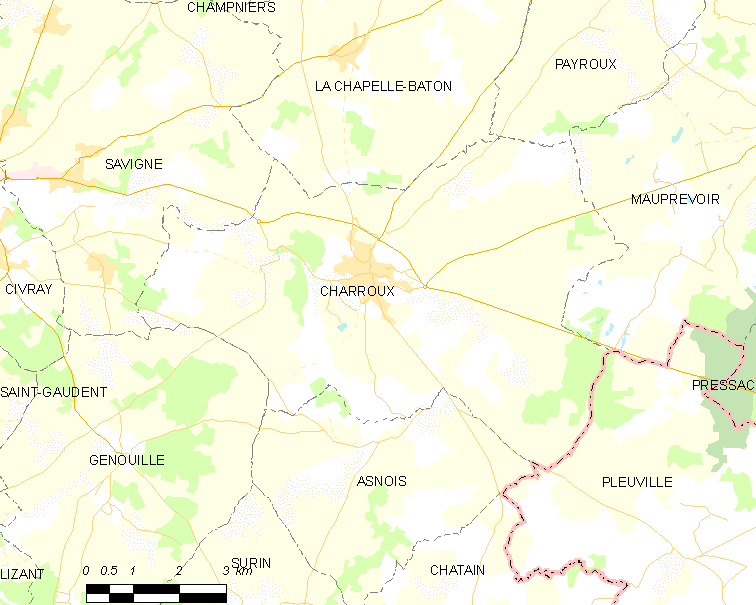
的OSM定位图

沙鲁的时区为UTC+01:00、UTC+02:00（夏令时）。

## 行政
沙鲁的邮政编码为86250，INSEE市镇编码为86061。

## 政治
沙鲁所属的省级选区为锡夫赖县。

## 人口

1962-2008年间人口变化图示

沙鲁于2022年1月1日时的人口数量为1046人。